# Scytalopus simonsi
Scytalopus simonsi е вид птица от семейство Rhinocryptidae.

## Разпространение
Видът е разпространен в Боливия и Перу.